# 高森文夫
高森 文夫（たかもり ふみお、1910年1月20日 - 1998年6月2日）は、宮崎県生まれの詩人、政治家。

## 人物
中原中也と親交が深かったことで知られる。旧制成城高等学校時代に後輩の吉田秀和と同居を始め、吉田のフランス語の家庭教師だった中也と知り合った。当時高森は21歳、中也は24歳だった。高森は同人誌「白痴群」などで発表されていた中也の詩をすでに読んでいたため、二人はすぐに仲良くなり、1932年5月には京都・奈良を二人で旅行。8月には山口県に帰省中だった中也を高森が訪問した後に二人で高森の実家の宮崎へと向かい、そのまま九州旅行をした。中也の死後も積極的に回想などを綴り、研究にも協力した。中也が藁の上で寝転んでいる有名な写真は、中也が宮崎を訪れた際に高森の手で撮影されたものである。
戦後はシベリア抑留を経て帰還し、地元の教育委員会に勤務。延岡市等の教育長を経て地元の東郷町長を1期だけ務め、小中学校への国語教育の取り組みなどに成果を挙げた。若山牧水記念文学館の第2展示室に資料などが展示されている。2019年には道の駅とうごうに詩碑が建立された。
高千穂町出身の作家髙山文彦は娘婿。

## 年譜
- 1910年 宮崎県東臼杵郡東郷村（現・日向市）大字山陰に生まれる。
- 1916年 東郷村山陰尋常高等小学校入学
- 1922年 県立延岡中学校入学
- 1927年 延岡中学校卒業。受験勉強のため上京する。日夏耿之介の「黄眠詩塾」で欧米文学を学ぶ。
- 1929年 私立成城高等学校入学。
- 1932年 東京帝国大学仏文学科入学。
- 1935年 東京帝国大学卒業
- 1936年 帰郷し延岡中学校の嘱託英語教師となる。
- 1937年 第一詩集『浚渫船』出版。
- 1939年 教職を辞し結婚。夫人同伴で満州に渡り、満州映画協会に入社。
- 1941年 第2回中原中也賞（現在の同名の賞とは異なる）を受賞。
- 1944年 満州にて現地応召を受け満州第930部隊に入隊。
- 1945年 終戦とともにシベリア抑留を受け、収容所で労役に従事。
- 1949年 日本に帰還。
- 1952年 東郷村教育委員長に就任。
- 1959年 延岡市教育委員会社会教育課長に就任。
- 1964年 延岡市教育長に就任。
- 1968年 第二詩集『昨日の空』を出版。東郷町教育長に就任。
- 1985年 東郷町長に就任。
- 1989年 東郷町長を退任。
- 1990年 第三詩集『舷灯』を出版。
- 1991年 第一回宮日出版文化賞を受賞。
- 1998年 心筋梗塞のため死去。享年87。

## 著書
- 『舷灯 高森文夫詩集』　（本多企画、1990年）
- 『高森文夫詩集』　（本多企画、2005年）